# اچ‌ام‌کیواس گایونداه
اچ‌ام‌کیواس گایونداه (به انگلیسی: HMQS Gayundah) یک کشتی بود که طول آن ۱۲۰ فوت (۳۷ متر) بود. این کشتی در سال ۱۸۸۴ ساخته شد.